# Jakub Fijałkowski
Jakub Fijałkowski (ur. 27 lutego 1976) – polski lekkoatleta, specjalizujący się w biegach średniodystansowych.

## Osiągnięcia
- Mistrzostwa Polski seniorów w lekkoatletyce
  - Piła 1996 – złoty medal w biegu na 1500 m
  - Wrocław 1998 – złoty medal w biegu na 1500 m

## Rekordy życiowe
- bieg na 800 metrów
  - stadion – 1:49,69 (Warszawa 1998)
- bieg na 1500 metrów
  - stadion – 3:40,64 (Wrocław 1998)